# Glen Johnson (bokser)
Glengoffe Donovan Johnson (ur. 2 stycznia 1969 w Clarendon) – jamajski bokser.

## Życiorys
Startował w wagach średniej i super średniej, ale największe sukcesy odniósł w kategorii półciężkiej. Wygrał pierwsze 32 walki zawodowe, zanim został pokonany w 1997 przez Bernarda Hopkinsa w pojedynku o pas IBF w wadze średniej. Następny okres kariery miał mniej udany, 27 listopada 1999 uległ Svenowi Ottke w pojedynku o pas IBF w wadze super średniej. ale w 2003 zremisował, a w 2004 wygrał z Clintonem Woodsem zdobywając wakujący pas IBF, a w pierwszej obronie 25 września 2004 ciężko znokautował w dziewiątej rundzie Roya Jonesa Juniora. Walka ta została uznana przez amerykański Ring Magazine za sensację roku.
W tym samym roku pokonał w obronie tytułu Antonio Tarvera. Został uznany przez Ring Magazine najlepszym zawodnikiem roku 2004. W następnym roku stracił tytuł w rewanżowej walce z Tarverem. W 2006 zdobył tytuł mistrza świata mniej znaczącej organizacji IBA w wadze półciężkiej po wygranej walce z Jamajczykiem Richardem Hillem, a później przegrał po wyrównanej walce walkę o mistrzostwo IBF w tej samej kategorii z Clintonem Woodsem.
16 maja 2007 pokonał Montella Griffina w walce, która była eliminacją do walki o tytuł mistrza świata IBF. Po dwóch kolejnych zwycięskich pojedynkach 12 kwietnia 2008 zmierzył się z Chadem Dawsonem ulegając jednogłośną decyzją sędziów. Po dwóch kolejnych zwycięskich pojedynkach 7 listopada 2009 doszło do rewanżu z Chadem Dawsonem, w którym Johnson ponownie uległ jednogłośnie na punkty. 5 lutego 2010 pokonał przez techniczny nokaut w szóstej rundzie Yusafa Macka zyskując status oficjalnego pretendenta do pasa IBF w wadze półciężkiej który był w posiadaniu Tavorisa Clouda. Do mistrzowskiego pojedynku doszło 7 sierpnia 2010, w którym Johnson uległ jednogłośną decyzją.
Uczestnik turnieju Super Six, dla którego powrócił do wagi super średniej i zastąpił Mikkela Kesslera w fazie grupowej, w którym znokautował w ósmej rundzie Allana Greena, co wystarczyło, by awansował do półfinału, w którym odpadł po porażce z Carlem Frochem, gdzie stawką pojedynku był również należący do Brytyjczyka pas WBC. W następnej walce Johnson przegrał w pojedynku o pas IBF wagi super średniej z Lucianem Bute.
13 lipca 2012 przegrał jednogłośnie na punkty z Andrzejem Fonfarą i ogłosił zakończenie kariery. Zmierzył się jednak 15 grudnia tego roku z George'em Grovesem o tytuł mistrza Wspólnoty Narodów w wadze super średniej, przegrywając jednogłośnie na punkty.
28 czerwca 2014 w Kinszasie w stolicy Demokratycznej Republice Konga przegrał przez techniczny nokaut w dziewiątej rundzie z reprezentującym Demokratyczną Republikę Konga Ilungą Makabu. Stawką pojedynku był pas WBC International wagi junior ciężkiej.